# 著者名の引用 (動物学)
著者名の引用（ちょしゃめいのいんよう　英:Author citation）とは、動物学命名法において、最初にタクソンの学名を適格(available)にした人物やチームを、学名に付記することを言う。これは国際動物命名規約（ICZN、以下「本規約」)に基づく正式要件を満たすと同時に、科学系出版物にて行われる。本規約では、条51にて「著者名の引用」について説明されている。
本規約によると「著者名は、タクソンの学名の一部ではない。したがって、その引用は、習慣的であり望ましい場合がしばしばあるが、任意である（条51.1）」となっているが、勧告51Aでは「同名を区別したり、原結合ではない結合中の種階級群名を確認したりするときに特に重要である」との示唆がある。情報検索の目的で学名に付された著者引用と年、例えば 属-種-著者-年、属-著者-年、科-著者-年など、はしばしば「事実上」の一意識別子と考えられているが、以下に論じるいくつかの理由から、この使用法には不完全なことがある。

## 階級について
本規約は、分類階級に従って3つのグループの名前を識別している。
- 科のグループ名、上科と科と亜科、族と亜族の階級（属より上で上科までの任意の階級）
- 属のグループ名、属と亜属の階級
- 種のグループ名、種と亜種の階級

各グループ内では、名前が適用されるタクソンレベルに関係なく、同じ著者が適用される（科グループの名前の場合は適切な接尾辞になる）。例えば、ヨーロッパアカタテハに割り振られたタクソンは次のとおりである。
- 科: Nymphalidae Swainson, 1827 so also
  - 亜科: Nymphalinae Swainson, 1827 and
  - 族: Nymphalini Swainson, 1827
- 属: Vanessa Fabricius, 1807 so also
  - 亜属: Vanessa (Vanessa) Fabricius, 1807
- 種: Vanessa atalanta (Linnaeus, 1758) so also
  - 亜種: Vanessa atalanta atalanta (Linnaeus, 1758)

著者引用を囲む括弧は、それが元々のタクソン配置名ではなかったことを示している。この場合、リンネは次のように名前を公表した。
Papilio atalanta Linnaeus, 1758.

## 著者の特定
著者の特定は長い間論争となった問題で二次的に重要な問題であった。動物学命名法の国際的ルールを提供する1895年の最初の試みにおいて、著者は科学的記載の著者として定義され、それ以前に様々な動物群での慣習であった（公表であれ未公表であれ）名前を提供した人とはならなかった。このため、例えば軟体動物学など一部の学問分野では、それまで科学的著作物を公表したことがない人々を著者とみなしていたために、大半の学名でその著者を変更しなければならない結果となった。
しかしながら、この新しいルールは十分に正確ではなく、正確な指針を提供していなかったので、その後数十年にわたって研究分野や著者によって分類学上の実践が異なることが続いた。この曖昧な状況にICZN委員会のある委員が、1974年に規約第2版（1961年以降有効）の条50の解釈を提出した。条50には著者は「適格性の要件を満たす方法で最初に学名を公表した人」と定義されているが、その解釈に従えばこれは主に記載(description)や判別文(diagnosis)の提供に制限されると見なされた。
現在、大半の（全員ではないが）分類学者がこの見解を受け入れ、タクソンの学名への著者権を元の記載の科学的内容テキストを書いたことに対して責任がある人、言い換えれば、出版社が最終的に出版したものを書き留めたことに対して責任がある人に限定した。図画がその名前が適格であるために提供されている唯一の根拠であったとしても、図画の作成者は学名の共同著者としては認識されない。
著者は一般にその著作物の著者である。 しかし時々、新しい動物学上の学名がその著者によって確立されないこともあった。
書かれたテキストの真の著者がオリジナルの出版物で直接認識できない場合、その人は学名の著者とならない（著作物の著者がなる）。テキストは実際には別人物によって書かれた可能性がある。未公表の資料からテキストの一節を写し取りながらそうと明示しない著者もいる。条50.1.1により、学名を適格にする責任者であることが著作物自体で明示的に言及されていない場合、これらの人物全員が学名の著者から除外される。
分類学者の大半は、テキストの一節を写し取られた先行して公表された引用資料の著者は、学名の著者として認められないという条50.1.1をも受け入れている。
分類学者全員がこれを知っているわけではないようで、 （例えば魚の命名法でのように）一部の動物群では、著作物の「真の」著者が今でも時おり種名で引用される ("Walbaum (ex Klein), 1792")という伝統がある。
記載の著者が著作物の著者と異なることもありうる。これはオリジナルの出版物に、全般的な陳述（「この作品のあらゆる動物学的記載はスミスによって書かれた」）または個別陳述（「次の3つの記載はヒメネスによって提供された」「彼女が記載に貢献してくれたため、この名前は私とWangに帰属するものとします」）のいずれかで明示されていなければならない。 
1800年代は、記載に対する著者権を示すため、記載や判別文に続いて最後に別の著者の略記を記すのが普通のスタイルだった。これは今日も一般的に受け入れられており、もし記載が別の人に帰属するなら、その人物が著者となる。
別の著者名が見出しの新しい名前の後ろにのみ記されている（かつ判別文がその人によって書かれたことを示すため、その判別文の後で繰り返されていない）場合、これは記載にではなく新しい名前に対する著者権のみを示すための慣習である。これらの名前の著者は条50.1でカバーされておらず、受け入れられない。あくまで記載に対する著者のみが受け入れられる。 
1900-1920年までは著者権に関して幾つかの異なる慣習があり、動物群ごとに異なる伝統があった。これが初期の動物学文献において、動物名に対して今日のそうであるものとは異なる著者を我々がしばしば発見する理由となっている。条50.1は1900年代半ばに一般的に受け入れられて以来、非常に成功したモデルとなっている。真の著者が誰であるかを調査する必要はなく、若くて比較的経験の浅い研究者を含む全員が、オリジナルの著作物自体において著者の名前を検証し、確定することが可能である。

## 実用法を示す例
著者名を引用する際、姓は省略されずに完全な形で与えられ、名（欧米でいうファーストネーム）は表記されない。 学名が設立された発表年を追記し、望むなら著者と年号の間にコンマを入れる（コンマは本規約の下で規定されておらず、コンマは追加情報を持たない、ただコンマは規約中の例示やICZNの『Official List』および『Official Index』にも含まれている）。
- Balaena mysticetus Linnaeus, 1758

ホッキョククジラはカール・フォン・リンネによって、1758年の『自然の体系』で記述され、命名された。
- Anser albifrons (Scopoli, 1769)

マガンは（ジョヴァンニ・アントニオ・スコポリによって）、Branta albifrons Scopoli, 1769として最初に記述された。現在はマガン属に置かれているため、著者と年は括弧内に記されている。この種を最初にマガン属に置いた分類学者は記録されておらず（そしてあまり引用されていない）、2つの異なる属-種の組み合わせは異名として見なされていない。
著者は自分自身を織り込んだ学名を設立することができる（献名を参照）。 これは異例のように思え、稀なことで、そして不文律に反しているが、しかしそれは本規約の下で制限されていない。
- Xeropicta krynickii (Krynicki, 1833)

ウクライナからの陸生腹足動物は最初にHelix krynickii Krynicki, 1833として記述された、元々この名前を付けたのは他の人物アントニ・アンジュジェヨフスキである。しかし、記載はクリニツキによって書かれており、そしてアンジュジェヨフスキは以前にこの名前を公表しなかった。

## 著者名の綴り
本規約の厳格な適用では、タクソン名著者という文字列のうち「属」「種」そして「年」の要素は、1通りだけの文字の組み合わせを持つことが可能である。動物学における名前の一貫した綴りで大きな問題となるのは著者である。 本規約には、ガイドも詳細な勧告もない。
植物学とは異なり、動物学では著者の名前を省略することは推奨されていない。学名が3人以上の著者によって設立された場合、第一著者のみを書いて「et al.」を続けることは許されている。 
動物学では著者の綴りのための承認された標準がなく、そして植物学と違い、動物学の著者のためのそうした標準が提案されたこともない。
著者名がもともと別の格で記されている場合は主格単数形で記すべきであり、また著者名はラテン文字で綴られるべきだと、一般的に受け入れられている。ラテン文字以外で書かれている場合に著者の名前を翻字する方法について、一般に受け入れられている慣習はない。
著者名にはダイアクリティカルマーク、合字、スペース、句読点をつけて綴る必要があることも広く認められている。 最初の文字は通常大文字で綴られるが、最初の大文字と付属語の使い方は辻褄の合わない場合もある（例:de Wilde / De Wilde、d'Orbigny / D'Orbigny、Saedeleer / De Saedeleerなど）。 共著者はコンマで区切り、最後の共著者は「＆」で区切る必要がある。 中国人と韓国人の名前では、一般的に姓だけが引用される。
例として、
- Pipadentalium Yoo, 1988 (Scaphopoda)
- Sinentomon Yin, 1965 (Protura)
- Belbolla huanghaiensis Huang & Zhang, 2005 (Nematoda)

これら以外で、一般的に受け入れられている慣習はない。 著者は自作の標準に従って綴ることができ(Linnaeus 1758、Linnaeus 1766)、あるいは元の資料で与えられるように、人名が常に一貫した綴りとは限らず(Linnæus 1758, Linné 1766) 、もしかすると私達は一貫した標準なく構成されたデータセットを扱っている。

## 推定される匿名の著者
一部の出版物では、新しい名前と命名法に対して責任を負う著者が原資料に直接記載されていないが、信頼できる外的証拠から推定できることがある。 本規約の勧告51Dには「...その著者権が外的証拠から推定される場合、著者名を引用する時は、それを角括弧にくるみ、設立時に匿名であったことを示すべきである」と述べられている。

## イニシャル
複数の著者で同じ姓が共通する場合は、イニシャルが付く（例えば「A. Agassiz」と「L. Agassiz」等）こともある、ただしこの措置に関する基準はなく、全ての動物群やデータベースがこの慣習を使用しているわけでもない。イニシャルはしばしば同姓である別人の曖昧さを解消するのに有用だと考えられるが、全ての状況でこれが機能するとは限らない（例えば「W. Smith」「C. Pfeiffer」「GB Sowerby」で別人の名前が複数回出てくる）。 また本規約中の例示およびICZNのOfficial ListおよびOfficial Indexでは、イニシャルは使用されていない。

## 情報検索との関連
コンピューターにとって、O. F. MüllerとO.MüllerとMüllerは異なる文字列であり、 O. F. MüllerとO.F. MüllerとOF Müllerの違いでも問題が起こりうる。Fauna Europaeaはイニシャルの組み合わせ O.F. と O. F. が全く別の文字列（後者はFの前に半角スペースがある）として読み込まれるデータベースの典型例である。オットー・フリードリヒ・ミュラーによって記載された全ての学名を検索しようとする人は、次のことを知っておく必要がある。(1)様々なデータ提供者により提出されたデータには幾つかのバージョン(O. F. Müller、O.F. Müller、Müller、O. Müller)が含まれること。(2)多くのデータベースでは、O. F. MüllerやMüllerで調べても検索機能はO.F. Müllerを発見してくれないこと、ましてやMuellerやMullerといった代替綴りが駄目なことは言うまでもない。
そのため、生物多様性インフォマティクスの目的のために（例えば）属-種-著者-年、属-著者-年、科-著者-年といった「事実上」の一意識別子を使用することは、実際には同じ著作物中の同じ命名法的行為かもしれないのに、引用された著者の姓のバリエーション、引用されたイニシャルの有無やバリエーション、および表示形式の些細なバリエーション、あるいは引用された著者（責任者）や時には年号のバリエーションのせいで問題を起こす可能性がある。さらに、少数例ではあるが、同じ著者が異なるタクソンに対して同一の名前を同じ年に複数回作っていることがあり、その場合は各々の名前が現れる著作物のタイトル、ページ、時には行を参照することによってのみ区別することが可能となる。
オーストラリアでは、引用された著者名文字列の類似性に従って、タクソン学名の2つの異形が同一と認められるべきか否かを予備的な方法で示す手助けとなるツールとしてプログラム（TAXAMATCH）が作られた。TAXAMATCHの著者権合致機能は「Medvedev & Chernov, 1969」と「Medvedev & Cernov, 1969」、「Schaufuss, 1877」と「L. W. Schaufuss, 1877」、「Oshmarin, 1952」と「Oschmarin in Skrjabin & Evranova, 1952」といったものまで、 マイナーな綴りや日付の違いなどを含めて著者名文字列に中程度-高い類似性があるものを取り出すのに有用である。そして著者名の引用が非常に異なる低い類似性（例えば「Hyalesthes Amyot, 1847」と "Hyalesthes Signoret, 1865"）では、異なる出版物の事例だと表す可能性が高く、したがってタクソンも恐らく異なる。このプログラムはまた、例えばライヘンバッハのための「Rchb」など、植物学やたまに動物学で使用されている標準化された略語も理解する。 ただし、標準ではない略語（H.＆A. Adamsに対する「H. & A. Ad.」など。実際には「Adams＆Adams」が通常の引用）だと今でも失敗することがある。このような非標準の略語は、多少なりとも類似の名前と引用された著者権の各グループに合致させて、事前分類するためのアルゴリズム的アプローチを用いた後に手動検査で拾っていく必要がある。しかしながら、綴りが非常に似ていても実際には異なる人物を表す、同様のタクソン学名を独立で著した著者の名前はこのプログラムでは適切に分離されない。例として「O. F. Müller 1776」と「P. L. S. Müller 1776」、「G. B. Sowerby I 1850」と「G. B. Sowerby III 1875」、「L. Pfeiffer 1856」と「K. L. Pfeiffer 1956」などがあり、そのため特に上に挙げたような既知の問題に対しては、追加の手動検査も必要になる。
そうしたプログラムによって検出されないエラーのさらなる原因には、文献にて時おり一貫性なく適用されている複数部分の姓を持つ著者、そして受容された帰属が時間が経って変化した著作物が含まれる。例えば、1798年に出版された匿名で記された著作物『Museum Boltenianum sive catalogus cimeliorum ...』で発表された属は、長い間ボルテン に帰するとされていた、しかし今では1956年のICZNによる裁定に従ってピーター・フリードリッヒ・レディングによって書かれたと考えられている。

## 裸名の著者
記載または指示(indication)または姿図なしで言及された新しい名前が裸名である。裸名には著者権と日付がなく、適格名ではない。そうした不適格名の著者を引用することが望ましいまたは必要となる場合、その名前の命名法的地位は明らかにしておくべきである。

## sensu名
sensu名（「～の意味で」、イタリック体で書かれるべきではない）は既に命名されていて、例えば誤同定された種に対してなど、著者が誤った意味で使用している名前のことである。技術的にこれは後世での名前の使用であって、新しい名前ではなく、それ自体の著者権もない。分類学者はしばしば、動物の誤同定に対して最初かつ元の資料を記録するために、sensu名の著者権に対する不文律を作った。 しかし、これは本規約に従っていない。 
例として、
- 西アルプスのカタツムリPupa ferrari Porro, 1838について、Hartmann (1841) はシャルパンティエが複数の類似種のために設立した属Sphyradium Charpentier, 1837を使った。1887年にウエスタールンドはこの種は別の属に入れるべきであると主張し、Pupa ferrariと他の数種のためにCorynaという名前を提案した。1922年にヘンリー・ピルスブリーは、ウエスタールンドがSphyradium, sensu Hartmann, 1841 への新置換名としてCorynaを設立したと主張した（Sphyradium sensu Hartmann, 1841 では種名と誤解されてしまうため「sensu」はイタリック体で記されるべきではない）。しかし、sensu名はそれ自体著者と年がつく適格名ではないため、ピルスブリーの主張はICZN規約のルールと合致しない。